# Telipogon bowmanii
Telipogon bowmanii är en orkidéart som beskrevs av Heinrich Gustav Reichenbach. Telipogon bowmanii ingår i släktet Telipogon och familjen orkidéer. Inga underarter finns listade i Catalogue of Life.